# Josef Schaper
Josef Schaper, geborener Josef Schapira (* 19. März 1901 in Ungwar, Komitat Ung, Königreich Ungarn, Österreich-Ungarn; † 20. März 1984) war ein deutscher Schauspieler.
Schaper war in den sechziger bis achtziger Jahren des zwanzigsten Jahrhunderts vor allem im Fernsehen aktiv. 1963 war er in der Fernsehfassung des Kinofilms Die zwölf Geschworenen zu sehen; bekannt wurde er als "Anwalt Katz" in Ein Tag – Bericht aus einem deutschen Konzentrationslager 1939 von 1965. Weitere Produktionen mit ihm waren der TV-Film Die Ermittlung, 1966, und die Serie Drei Frauen im Haus (1968).

## Leben
Josef Schaper wurde unter dem Namen Josef Schapira am 19. März 1901 in Ungwar, heutige Ukraine in eine aus Wien stammende jüdische Familie geboren. Nach der 1917 kurz vor Kriegsende in Wien abgelegten Matura nahm er Schauspielunterricht und arbeitete als Statist an Wiener Theatern. Erste Engagements führten ihn nach Brünn, Meran, Ulm, schließlich nach Breslau und Berlin an die Freie Volksbühne. Die Namensänderung kam zustande, weil ihm ein Intendant riet, das jüdische „Schapira“ durch den deutsch klingenden Namen Schaper zu ersetzen. Am 1. April 1933, dem von den Nazis gegen die Juden ausgerufenen Boykott-Tag, wurde er von einer SA-Gruppe direkt aus einer Probe heraus mit den Worten: „Josua, unser Theater muss deutsch werden“, vertrieben. Nach einem kurzen Zwischenaufenthalt in Wien schiffte sich Josef Schaper 1934 als Tourist nach Palästina, heute: Israel ein. Da er im hebräischen Theater mangels Sprachkenntnissen nicht auftreten konnte, ernährte er sich von verschiedenen Berufen, u. a. mit einem kleinen Transportunternehmen. Zusammen mit andern aus Deutschland emigrierten Schauspielern und Schauspielerinnen gründete er das deutschsprachige Theater „Hagescher“ – die Brücke. 1957 versuchte er, in Deutschland wieder Fuß zu fassen. Er spielte am Theater am Zoo in Frankfurt am Main unter Fritz Remond, eine Saison am Stadttheater Bochum und war von 1959 bis 1984 am niedersächsischen Staatsschauspiel in Hannover unter den Intendanten Kurt Ehrhardt, Franz Reichardt und Alexander May engagiert. Sein Fach war die Charaktercharge, in dem er bis zuletzt auf der Bühne sehr erfolgreich war.
Sein letzter Auftritt war 1983 in Frau Juliane Winkler. Josef Schaper verstarb am 20. März 1984. Er wurde auf dem Jüdischen Friedhof Bothfeld bestattet.